# ألفريدو باتشيكو
ألفريدو ألبيرتو باتشيكو (بالإسبانية: Alfredo Alberto Pacheco)‏ (مواليد 1 ديسمبر 1982 في سانتا أنا - 27 ديسمبر 2015) لاعب كرة قدم سلفادوري دولي يجيد اللعب في خط الدفاع. كان يلعب لصالح نادي أغويلا السلفادوري من سنة 2010.